# 김상기 (역사가)
김상기(金庠基, 1901년 ~ 1977년)는 대한민국의 역사학자이다. 아호는 동빈(東濱)이다.

## 생애
1901년, 전라북도 김제에서 김연익(金然翊)의 차남으로 태어났고,  최보열(崔輔烈) · 최병심(崔秉心)  문하에서 한문을 수학하였다.
1926년, 보성고등보통학교를 졸업하였다. 이후 유학을 떠나 1931년, 일본 와세다 대학 사학과(동양사 전공)를 졸업하였다. 일본에서 귀국하여 1934년, 이병도 등의 역사학자들과 함께 진단학회 조직에 참여하였다.  이후 1939~1945년 사이에 중앙고등보통학교 교사 · 이화여자전문학교 강사 등을 역임하였다. 1945년, 서지학회 조직에 참여하였으며 경성대학교 법문학부 교수로 재직하였다.
1945년 8월 15일 해방 이후에는 서울대학교 문리과대학 교수로 재직하였다. 1961년에 정년퇴임한 이후에는 서울대학교 명예교수를 지냈고, 또한 건국대학교 대우교수 · 동아대학교 부산캠퍼스 초빙교수로 일하였다. 1964년, 《동방문화교류사논고》로 서울대학교에서 문학박사 학위를 받았다. 그 외에 중국학회(1962) · 백산학회(1966) · 한국고고학협회(1967) 등의 학술조직 창립에 기여하였다.
1970년 8월 24일, 김상기의 70세 생일을 맞이하여 백산학회에서 《동빈김상기박사고희기념사학논총》을 출간하였다.
1971년 3월, 생활고 등의 사정으로 인하여 사례금을 받고 1만4백70여권에 달하는 장서를 서울대학교 부속도서관에 기증하였다. 서울대학교 측에서는 이를 기려서 김상기가 기증한 장서를 보관하기 위해 따로 동빈문고를 마련하였다.
1977년 3월 22일, 오전 10시 10분에 서울 종로구 동숭동의 자택에서 향년 77세로 사망하였다.

## 저서

### 단독 저서
- 《동학과 동학란》, 대성출판사, 1947
- 《중국고대사요강》, 정음사, 1948
- 《동방문화교류사논고》, 을유문화사, 1948
- 《동양사기요》, 장왕사, 1951
- 《고려시대사》, 동국문화사, 1961
- 《중국고대사강》, 진문각, 1973
- 《동방사논총》, 서울대학교출판사, 1974
- 《동방문화사논고》, 서울대학교출판부, 1976
- 《신편고려시대사》, 서울대학교출판부, 1985

### 역서
- J. G. Anderson 저, 《중국 선사시대의 문화》(공역), 문교부, 1958

- 동아대학교고전연구실 편, 《역주고려사》(감수), 동아대학교출판부, 1971